# La Manga Club
La Manga Club is een Spaanse golfclub in de provincie Murcia, ten oosten van Cartagena, deel van La Manga del Mar Menor.

## Geschiedenis
De golfclub maakt deel uit van een groot resort. In 1970 kochten twee projectontwikkelaars een groot stuk grond om een 9-holes golfbaan op aan te leggen en huizen te bouwen. Aanliggende stukken land werden toegevoegd in ruil voor aandelen, en zo werd het project driemaal zo groot. Robert Dean Putman uit Californië werd als golfbaanarchitect aangetrokken en uiteindelijk kwamen er twee 18-holes golfbanen, die in 1972 werden geopend. Putman liet ook ruim 3000 palmbomen planten. Gary Player werd voor de eerste vijf jaren als directeur van de golfclub aangesteld.

#### Spaans Open
Om de baan bekendheid te geven werd het Spaans Open er van 1973-1977 gespeeld. Tijdens de laatste ronde in 1975 maakte Arnold Palmer op de 18de hole een eagle en versloeg daarmee John Furie. Een gedenkteken staat nu bij die green.

#### Eigenaars
Toch liep het project niet goed genoeg, en in 1981 werd alles verkocht aan Dennington España SA, een dochteronderneming van European Ferries. Er moest geïnvesteerd worden, en als promotor werd Severiano Ballesteros als playing-pro gesponsord van 1981-1985. Zijn broer werd teachingpro op La Manga.
In 1987 werd European Ferries overgenomen door P&O Ferries, die veel in de baan investeerde. De West baan (La Princesa), door Dave Thomas in 1988 ontworpen, werd in 1992 tot 18 holes uitgebreid, zodat het complex nu drie 18 holesbanen heeft. In 2004 verkocht P&O het project aan MedGroup, de Spaanse onroerendgoedmagnaat.
Naast de drie 18-holes golfbanen is er ook een 18-holes par 47 baan. La Manga is sinds 2000 driemaal verkozen tot top-golfresort.

#### Guinness Book of Records
La Manga staat in het Guinness Book of Records omdat er een hole-in-one is gemaakt op hole 12 van de Zuid-baan. De speler was Otto Bucher, zijn leeftijd was 99 jaar en 244 dagen. Op de tee staat een gedenkteken.

## Tourschool
Dames
De tourschool van de Ladies European Tour (LET) vindt op de Noord- en Zuidbaan van La Manga plaats en bestaat uit stage 1 (4 rondes) en stage 2 (8 rondes). Aan stage 2, de 'Final Stage', doen speelster mee die vrijgesteld zijn van de eerste stage, aangevuld tot 95 met de top uit de eerste stage. De top-30 van de Final Stage krijgen een volledige kaart voor de LET. De nummers 31-50 krijgen een spelerskaart maar komen in een lagere categorie, waardoor ze minder vaak kunnen spelen.
Heren
In 1989 werd hier nog de Final Stage gespeeld. In 2011 komt de Tourschool voor de heren hier terug voor Stage 2.